# Kanton Boëge
Kanton Boëge is een voormalig kanton van het Franse departement Haute-Savoie. Het kanton maakte deel uit van het arrondissement Thonon-les-Bains. Het werd opgeheven bij decreet van 13 februari 2014, met uitwerking op 22 maart 2015.

## Gemeenten
Het kanton Boëge omvatte de volgende gemeenten:
- Boëge (hoofdplaats)
- Bogève
- Burdignin
- Habère-Lullin
- Habère-Poche
- Saint-André-de-Boëge
- Saxel
- Villard